# Google Cina
Google Cina (谷歌, pinyin: Gǔgē) è un sito web controllato da Google Inc., il più grande motore di ricerca aziendale. Google Cina è il secondo motore di ricerca più usato nella Repubblica Popolare Cinese dopo Baidu. Il 22 marzo 2010, Google ha iniziato a reindirizzare tutto il traffico di https://www.google.cn/ a https://www.google.com.hk/ aggirando in tal modo le autorità cinesi e consentendo una ricerca senza censure.

## Storia
Google Cina è stato fondato da Google nel 2005 e guidata da Kai-Fu Lee fino al 4 settembre 2009.
Nel tardo 2009 Google è stata oggetto di un attacco informatico, chiamato Operazione Aurora, che ha avuto origine nella Repubblica Popolare Cinese.
La sede iniziale di Google Cina era situata nella Torre NSC a Pechino e più tardi si trasferì allo Tsinghua Science Park. La nuova sede è in uso dal 2006.
Il 23 marzo 2010 alle ore 03.00, Google ha iniziato a reindirizzare tutte le ricerche da Google.cn a Google.com.hk.

## Business
A Luglio 2009 Google Cina ha servito al mercato orientale più di 300 milioni di utenti cinesi.
Il più grande rivale di Google Cina è Baidu, spesso chiamato "Google Cinese" a causa della sua grande somiglianza con Google.
Per contrastare Baidu, Google Cina ha lanciato un servizio molto simile ad iTunes chiamato Google Music.
Secondo Analysis International Google Cina ha una quota di mercato del 29%.